# Luise xứ Baden
Luise xứ Baden (tiếng Đức: Luise von Baden; tiếng Nga: Луиза Баденская; tiếng Anh: Louise of Baden; tên đầy đủ: Luise Marie Auguste; 24 tháng 1, năm 1779 – 16 tháng 5, năm 1826) còn được biết đến ở Nga với cái tên là Yelizaveta Alekseevna (Tiếng Nga: Елизавета Алексеевна; tiếng Đức: Elisabeth Alexejewna; tiếng Anh: Elizabeth Alexeievna) là Đại Công nữ Baden, Hoàng hậu Đế quốc Nga với tư cách là vợ của Hoàng đế Aleksandr I của Nga.

## Đại Công nữ Baden

### Thân thế

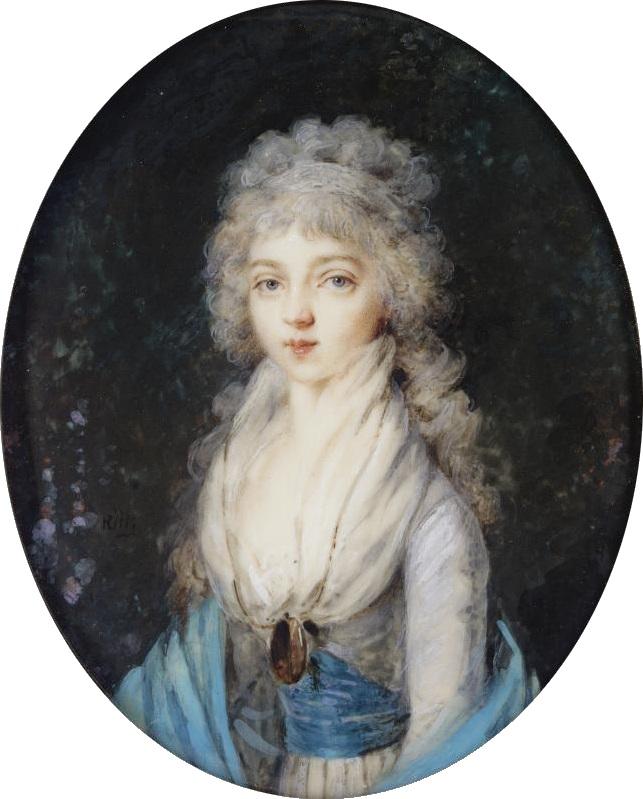
Chân dung Luise xứ Baden năm 1791.

Luise xứ Baden sinh ở Karlsruhe, vào ngày 24 tháng 1 năm 1779 (theo lịch cũ là 13 tháng 1), tên đầy đủ là Luise Marie Auguste, là một Đại công nữ của Đại công quốc Baden thuộc Gia tộc Zähringen. Luise là con thứ ba trong tổng số bảy người con của Karl Ludwig xứ Baden và Amalie xứ Hesse-Darmstadt. Ông bà nội của Luise là Karl Friedrich xứ Baden và Karoline Luise xứ Hessen-Darmstadt. Ông bà ngoại của Luise là Ludwig IX xứ Hessen-Darmstadt và Karoline xứ Pfalz-Zweibrücken. Khi chào đời, Luise rất bé và các bác sĩ sợ rằng Đại Công nữ sẽ không thể sống sót.
Luise xứ Baden lớn lên trong một gia đình ấm áp và gần gũi. Đại Công nữ gắn bó đặc biệt với người mẹ và liên tục duy trì việc trao đổi thư từ cho đến khi qua đời. Luise được tiếp nhận một nền giáo dục xuất chúng ở triều đình Baden. Đại Công nữ có thể đọc và viết tiếng Pháp và Đức, được học về lịch sử, địa lý, triết học, văn học Pháp và Đức, và nhờ sự gần gũi về mặt địa lý giữa Baden và Pháp, Luise đã trở nên quen thuộc với những khác biệt về văn hóa ở Paris.

### Đính hôn với Aleksandr của Nga

#### Ấn tượng đầu tiên
Khi mới 12 tuổi, một cuộc sắp xếp hôn nhân diễn ra đã quyết định cuộc đời của Đại Công nữ. Nữ hoàng Nga Yekaterina II đang tìm kiếm người vợ cho đứa cháu lớn là Aleksandr (sau là Hoàng đế Nga), bấy giờ được 13 tuổi, và nhớ đến gốc gác Đức của mình, Nữ hoàng đã để mắt tới hai cô con gái của Karl Ludwig xứ Baden và Amalie xứ Hesse-Darmstadt là Luise và Friederike xứ Baden. Một gia sư của Aleksandr đã nhận định về Luise như sau: "Kể cả khi Đại Công nữ sẽ chưa được 14 tuổi cho đến tháng 1 năm 1793, đức nữ có khí chất vương giả và ưa nhìn. Đại Công nữ có vóc dáng cao ráo. Có một điều đặc biệt quyến rũ ở cách ngài ấy cử đi và đi đứng... Mọi thứ đại công nữ làm đều toát lên sự khiêm tốn tuyệt vời. Tôi mạo hiểm dự đoán rằng, trong vài năm nữa, khi đại công nữ trường thành, ngài sẽ là một tuyệt sắc giai nhân." Sau khi gây được ấn tượng sâu sắc, Yekaterina II mời Luise và người em gái Friederike đến Nga. Vào mùa thu năm 1792, hai chị em được đưa đến kinh đô Sankt-Peterburg. Ngày 31 tháng 10 năm 1792, sau một chuyến hành trình mệt mỏi, hai chị em đã đặt chân đến Sankt-Peterburg và gặp mặt Nữ hoàng Nga. Ngay từ lần gặp đầu tiên, Yekaterina II đã bị ấn tượng với nét trẻ con tươi tắn của Luise. Buổi tối hôm đó, Nữ hoàng đã nói với thư ký riêng của mình rằng: "Khi một người càng nhìn vào nàng Đại Công nữ lớn thì càng cảm thấy hài lòng về nàng ta. Không ai có thể nhìn vào nàng mà không bị cuốn hút." Ngày hôm sau, Yekaterina II đã nói rằng: "Quý ngài Aleksandr sẽ không hài lòng nếu Luise vuột khỏi tay thằng bé." Đoàn tùy tùng của Nữ hoàng cũng đồng tình với Yekaterina II. Về phần Sophie Dorothee xứ Württemberg, Đại vương công phu nhân Mariya Fyodorovna, con dâu của Nữ hoàng và sau này là mẹ chồng của Luise đã viết thư gửi mẹ chồng rằng: "Con không chỉ thấy con bé xinh xắn, nhưng có một sự cuốn hút từ con bé có thể khiến cho những sinh vật vô tâm nhất phải yêu mến con bé."
Nữ hoàng Yekaterina II rất có cảm tình với Luise, nhận định rằng Luise là hình mẫu của sắc đẹp, sự quyến rũ và chân thật, ban cho Đại Công nữ những gian phòng sang trọng không giống với những gì Luise từng biết và thể hiện thiện cảm với cháu dâu tương lai của mình. Yekaterina II đã viết cho người bạn Grimm rằng: "Giọng nói con bé có thể đi vào trái tim của ngươi.

#### Gặp gỡ Đại vương công Aleksandr
Luise và Aleksandr gặp nhau lần đầu vào ngày 14 tháng 11. Lúc đầu, Aleksandr còn ngại ngùng với người vợ tương lai của mình, không biết đối xử với Luise như thế nào và làm Luise hiểu nhầm rằng bản thân không thích Đại Công nữ. Một cận thần đã ghi lại trong nhật ký rằng: "Ngài Đại vương công đối xử với Đại Công nữ rất dè đặt." Trong khi đó, Luise than thở rằng: "Chàng chẳng đến gần con, và nhìn chằm chằm vào con với thái độ không thân thiện." Mẹ của Aleksandr, Sophie Dorothee xứ Württemberg, đã viết thư gửi Nữ hoàng rằng: "Khi nhìn thấy Aleksandr, người con bé trở nên trắng bệch và bắt đầu run rẩy, về phần Aleksandr, thằng bé rất im ắng và chỉ nhìn vào con bé, nhưng thằng bé không nói gì với Luise, mặc dù chủ đề của cuộc hội thoại rất phổ biến.
Sau cùng, Aleksandr cũng nói ra vài lời và được Luise hồi đáp lại. Ngày 4 tháng 11 năm 1792, Yekaterina II vui vẻ nói với thư ký của mình rằng: "Đại vương công thể hiện rõ mình rất thích nàng Đại Công nữ lớn, nhưng vị hôn phu này còn ngại ngùng và chưa dám tiếp cận nàng một cách công khai. Còn con bé thì rất sáng dạ và hiểu biết, và đã có dấu hiệu dậy thì ở tuổi mười ba." Một vài ngày sau, mẹ của Aleksandr đã vui mừng thuật lại cho Nữ hoàng như sau: "Con rất vinh dự thông báo cho mẹ biết rằng trong lá thư của ngài Aleksandr hôm qua, thằng bé đã nói với chúng con rằng "mỗi ngày trôi qua, thằng bé càng ngày càng thích nàng Đại Công nữ Baden dễ thương nhiều hơn; nàng ngọt ngào, khiêm tốn và cuốn hút, một người phải làm từ đá thì mới không thích nàng." Đó là những suy nghĩ của thằng bé; vì thế con dám nói rằng; hỡi mẹ yêu của con, điều này sẽ khiến mẹ hài lòng như với con... Chàng trai trẻ của chúng ta đang trở nên gắn bó và dần nhận ra giá trị thực sự ở món quà mà mẹ tặng cho thằng bé." Cuối cùng tình cảm của cặp đôi trẻ chẳng mấy trốc đã nồng nàn và dần trở thành tình yêu.

#### Đính hôn
Ngày càng bị mê hoặc bởi Luise, Aleksandr đã đồng ý mối hôn sự. Nữ hoàng Yekaterina II đã gửi thư đến Thế tử xứ Baden, đề nghị cho phép Luise và Aleksandr kết hôn. Sau khi có được sự chấp thuận của cha mẹ Luise vào tháng 1 năm 1793, Yekaterina II đã cho phép cháu trai hôn nàng dâu tương lai lần đầu vào dịp Lễ Tạ Ơn. Như bà nội và mẹ chồng, Luise bắt đầu học tiếng Nga và lắng nghe các bài giảng từ linh mục Chính thống giáo để chuẩn bị cho việc cải đạo. Ngày 9 tháng 5 năm 1793, Luise chính thức cải sang Chính thống giáo Nga, thay đổi tên thánh theo đức tin Kháng Cách là Luise sang Yelizaveta Alekseevna. Ngày hôm sau, Luise và Aleksandr đính hôn và Nữ hoàng đã chủ trì nghi thức trao nhẫn. Tại lễ đính hôn, Luise cũng được ban tước hiệu Đại vương công phu nhân Nga. Nữ hoàng Yekaterina đã nhận xét về cặp đôi trẻ rằng: "Những đứa trẻ dấu yêu ấy trông thật hạnh phúc tựa như thiên thần". Trong lá thư gửi cho mẹ Luise, Nữ hoàng cũng viết rằng: "Mọi người đều nói rằng đó là hai thiên thần đã đính hôn với nhau; không ai có thể nhìn thấy cảnh tượng đáng yêu hơn vị hôn phu 15 tuổi và vị hôn thê 14 tuổi này, hơn nữa, hai đứa trẻ rất yêu nhau. Ngay khi nàng Đại Công nữ chính thức đính hôn, nàng đã được ban tước hiệu Đại vương công phu nhân." Trong một bức thư được viết vào mùa hè năm 1793 mà Luise gửi cho Aleksandr có viết rằng:
| “ | Chàng nói với em là em nắm giữ hạnh phúc của một người đàn ông. Nếu quả là vậy, thì hạnh phúc của chàng ta sẽ được kéo dài đến muôn đời. Em sẽ yêu chàng, chàng sẽ là người bạn thân nhất trong suốt cuộc đời em — trừ khi một sự trừng phạt nặng nề giáng vào em. Chính chàng là người dạy em rằng đừng chỉ mãi dựa vào bản thân, chàng đã đúng và em thừa nhận điều đó. Chàng nắm giữ hạnh phúc đời em trong tay chàng. Chàng sẽ khiến em bất hạnh mãi mãi nếu chàng dừng yêu em. Em có thể chịu đựng tất cả ngoại trừ điều đó. Nhưng thật là tệ đối với chàng khi em lại nghĩ chàng có ý nghĩ như thế. Người đàn ông ấy đã chân thành yêu em, và em cũng yêu chàng bằng cả trái tim, đó sẽ là hạnh phúc mà em mong ước. Chàng có thể chắc chắn rằng em yêu chàng hơn tất cả những gì em có thể bày tỏ". Ngủ ngon, người bạn của em — Yelizaveta. | ” |

## Hôn nhân

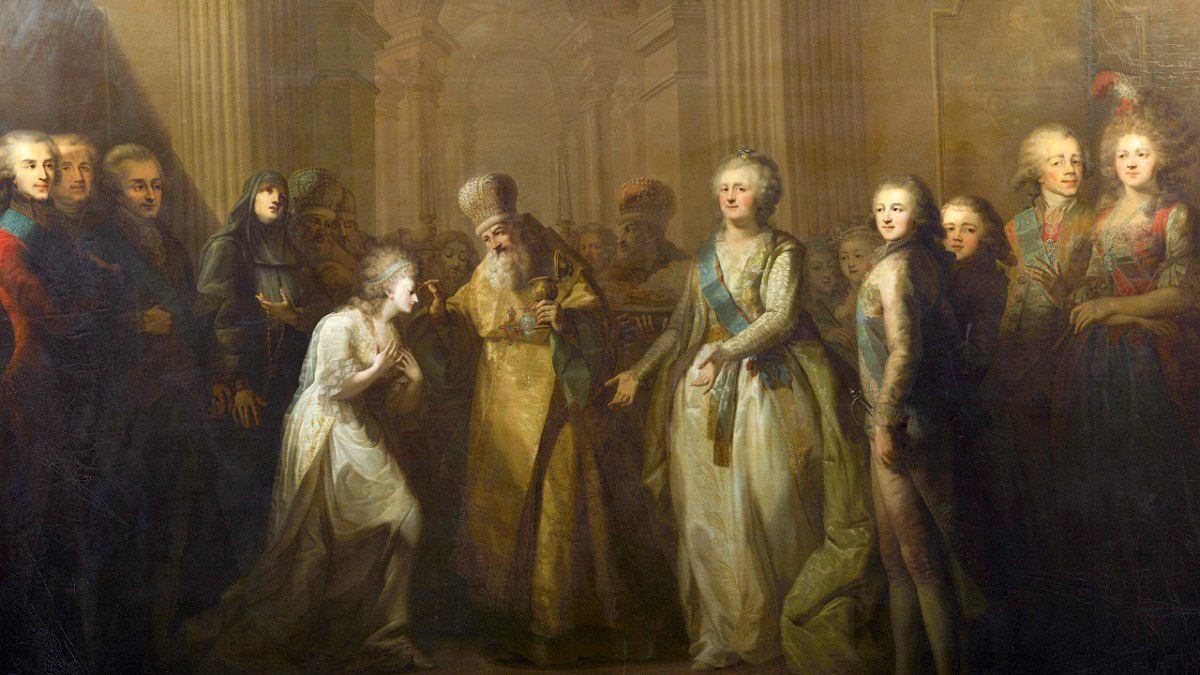
Hôn lễ của Đại Công nữ Luise xứ Baden và Đại vương công Aleksandr của Nga.

Ngày 28 tháng 9 năm 1793, trong chiếc váy màu bạc cùng với Huân chương Thánh Andrey được làm từ kim cương đính trên ngực, Luise chính thức được gả cho Aleksandr. Hai mươi mốt phát đại bác được bắn qua sông Neva để mừng lễ cưới của Luise và Aleksandr. "Đó chính là đám cưới giữa Psyche và Cupid", Nữ hoàng Yekaterina II viết thư gửi cho Thân vương xứ Ligne. Luise lúc này 14 tuổi còn Aleksandr 15 tuổi.

## Đại vương công phu nhân Nga

### Thời gian đầu kết hôn

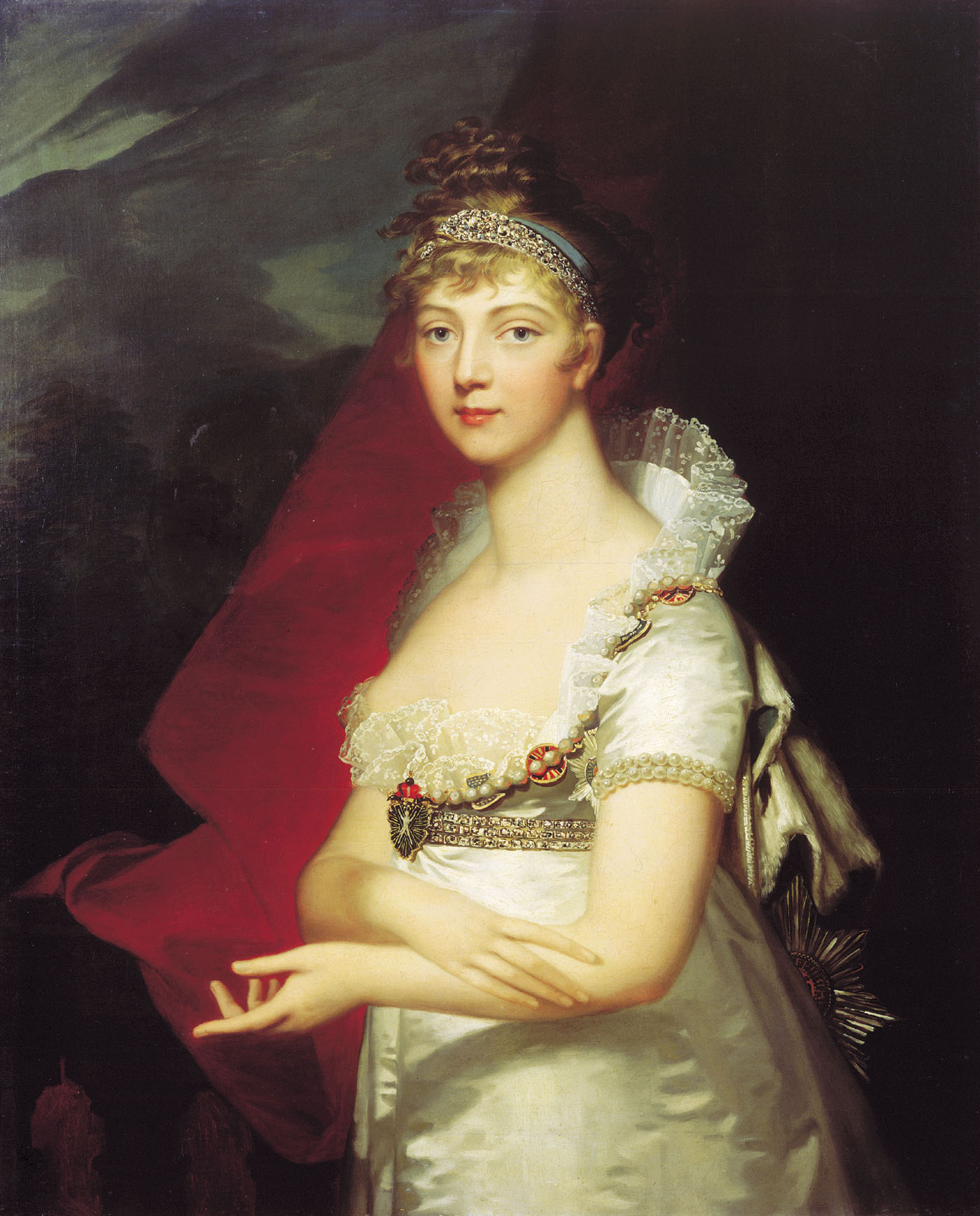
Luise xứ Baden, Đại vương công phu nhân Yelizaveta Alekseevna, chân dung bởi Jean-Laurent Mosnier.

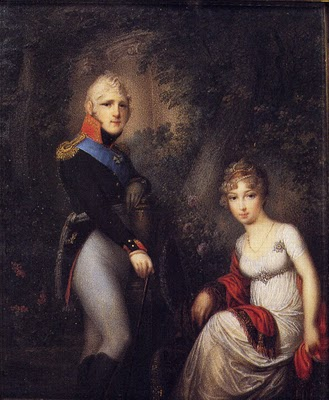
Aleksandr và Luise.

Kết hôn ở độ tuổi còn rất trẻ, cùng với bản tính nhút nhát và ngây thơ, Luise không hề được chuẩn bị kỹ càng cho vai trò mới ở Nga. Luise còn bị choáng ngợp bởi sự hào nhoáng của triều đình Nga và hoảng sợ trước những âm mưu xấu xa và toan tính lạnh lùng. Tại gia đình, Luise được dạy rằng phải trân trọng hôn nhân như một thể chế thiêng liêng. Vì vậy, Đại vương công phu nhân kinh hoàng trước những mối quan hệ nhục dục xung quanh bản thân tại triều đình khi ngoại tình là một điều được chấp nhận như một hình thức giải trí. Chính Nữ hoàng Yekaterina II đã tạo nên tiền lệ cho lối sống phóng đãng tại triều đình Nga. Thậm chí tình nhân của Nữ hoàng, Platon Alexandrovich Zubov, cũng cố gắng quyến rũ Luise nhưng Luise kiên quyết từ chối.

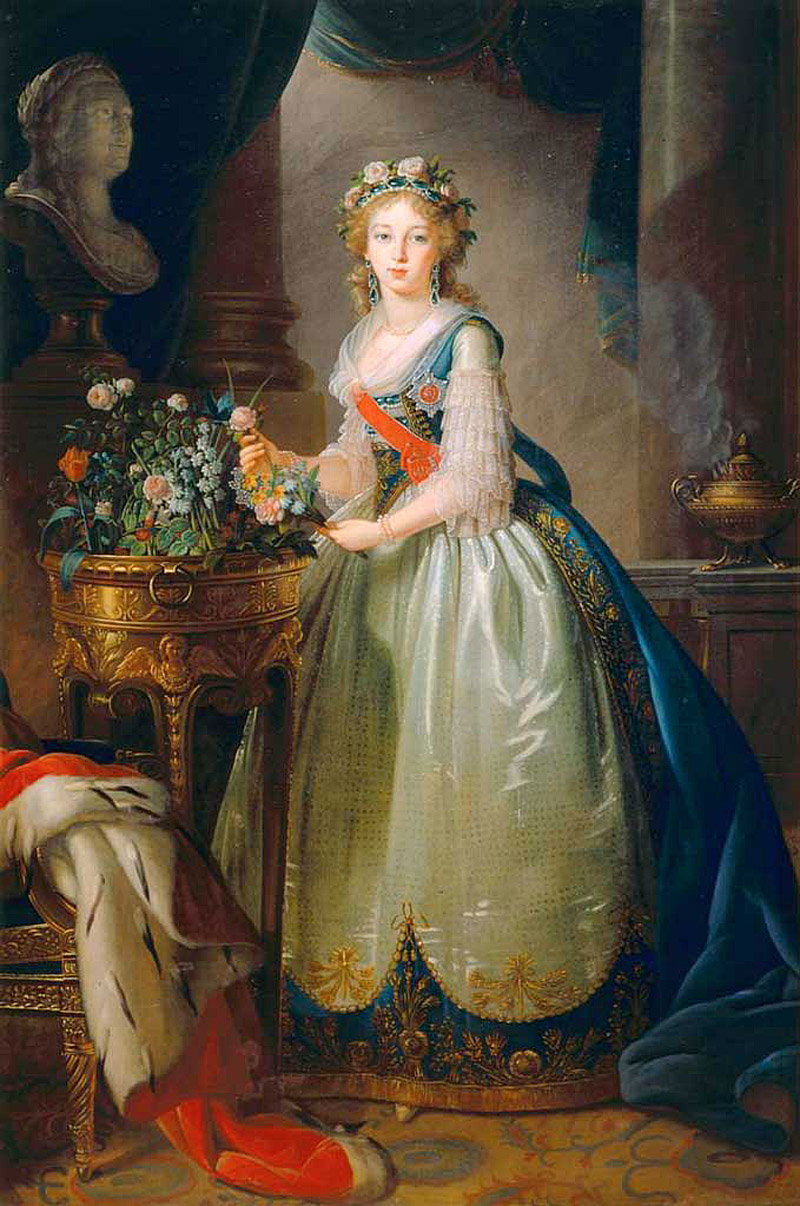
Chân dung Luise xứ Baden, Đại vương công Yelizaveta Alekseevna của Nga năm 1795.

Trước tình cảnh làm dâu nước Nga, Luise cảm thấy cô đơn, đặc biệt là sau khi em gái Friederike trở về Baden. Luise bị bỏ mặc trong một thế giới xa lạ và không thể là chính mình, kể cả khi chỉ có các người hầu và thị tùng. Tình yêu của Aleksandr là nguồn ai ủi duy nhất của Luise. "Không có chồng của con, người duy nhất khiến con hạnh phúc, con đã chết đi cả ngàn lần." Luise viết thư gửi mẹ trong chưa đầy sáu tháng kể từ khi làm dâu nước Nga. Thế nhưng Aleksandr không thể trở thành chỗ dựa tâm lý cho nàng dâu trẻ của mình, vì như Luise, Aleksandr cũng vẫn là một đứa trẻ. Aleksandr thường bày tỏ ý định từ bỏ ngai vàng và sống thầm lặng với vợ tại một căn nhà gỗ ở khu vực sông Rhein, nhưng bạn bè của Đại vương công từ bỏ ý định đó, ít nhất là cho đến khi Aleksandr mang đến "tự do" cho nước Nga, đưa nước Nga đến thời đại của luật pháp và công lý.
Khoảng thời gian đầu hôn nhân của Luise và chồng tương đối hạnh phúc. Thế nhưng Luise và Aleksandr, thiếu kinh nghiệm và chỉ mới dậy thì, gặp khó khăn trong việc biến đổi tình cảm cả hai dành cho nhau thành tình cảm vợ chồng. Sau khi Yekaterina II qua đời vào năm 1796, cha chồng của Luise trở thành Hoàng đế nước Nga với trị hiệu Pavel I. Dưới thời cai trị của cha chồng, Luise tránh xuất hiện tại triều đình của Pavel I. Trong một bức thư gửi mẹ, Luise thể hiện sự chán ghét cha chồng và bất mãn với chính quyền và nhân phẩm của Pavel I.

### Thiếu thốn tình cảm

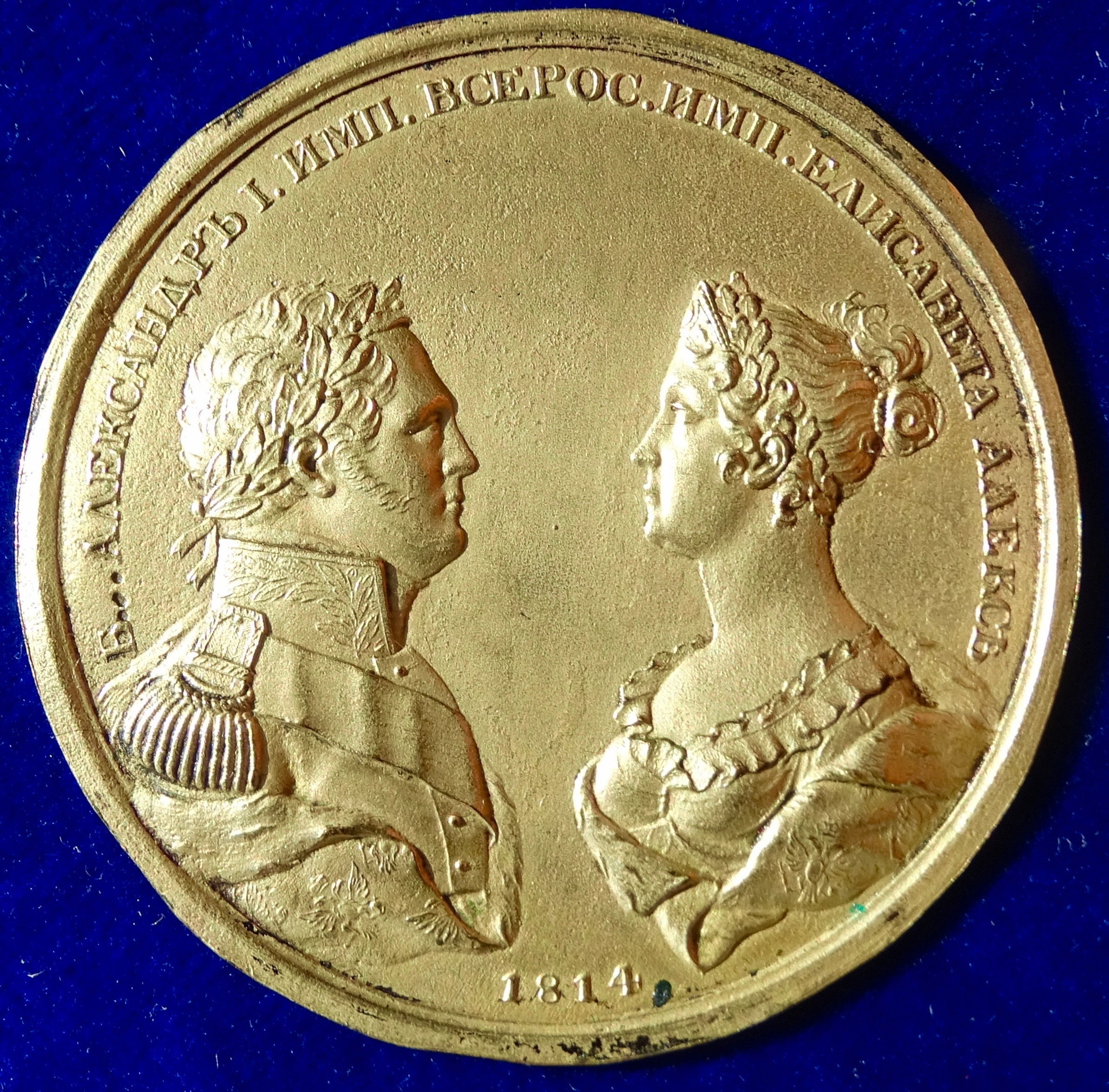
Bản in Luise xứ Baden, Đại vương công phu nhân Yelizaveta Alekseevna với Aleksandr tại Đại hội Viên năm 1814 Cliché (Huy chương được làm bởi Leopold Heuberger).

Chồng thờ ơ, em gái phải về Karlsruhe Luise càng ngày cảm thấy cô đơn. Vì thế Đại vương công phu nhân tìm kiếm sự an ủi từ một người khác. Lúc đầu Luise tìm kiếm chỗ dựa tinh thần thông qua tình bạn thân thiết nhưng mơ hồ với Bá tước phu nhân Varvara Golovina xinh đẹp, không loại trừ việc mối quan hệ có thể không đơn thuần là tình bạn. Những bức thư mang tính nhục cảm và gợi tình mà Luise gửi cho Varvara dừng lại vào mùa thu năm 1795 mà không rõ lý do. Mối quan hệ giữa Luise và Varvara sau này bình ổn hơn và cả hai vẫn là những người bạn thân thiết. Sau đó, tầm cuối năm 1796 hoặc đầu năm 1797, Luise bắt đầu có mối quan hệ tình ái với bạn thân của chồng là Adam Jerzy Czartoryski, chàng Thân vương điển trai và thông minh người Ba Lan. Aleksandr cảm thấy thích thú với mối quan hệ giữa vợ và bạn thân và ủng hộ cả hai. Mối quan hệ giữa Luise và Adam kéo dài được ba năm.
Sau hơn năm năm kể từ khi kết hôn, Luise đã hạ sinh một người con gái là Mariya Aleksandrovna vào ngày 29 tháng 5 năm 1799. Trong triều đình, một số người cho rằng đứa trẻ là con gái của Thân vương người Ba Lan. Mariya Aleksandrovna có mái tóc và màu mắt đen và được gọi là "Mäuschen" (chuột). Tại lễ rửa tội, Hoàng đế Pavel I đã không khỏi ngạc nhiên khi thấy rằng đứa con của một cặp vợ chồng tóc vàng mắt xanh lam lại có màu tóc đen. Mariya Aleksandrovna không sống được lâu và qua đời vào ngày 8 tháng 8 năm 1800. Luise đã viết cho mẹ rằng: "Vào lúc sáng nay, con không còn con gái nữa, con bé đã chết. Không một giờ phút nào trong ngày mà con không nghĩ đến con bé, và chắc chắn không ngày nào mà con không khóc vì con gái con. Sẽ mãi là như thế chừng nào con còn sống, kể cả khi con hạ sinh được hai chục đứa trẻ khác."

## Hoàng hậu Đế quốc Nga

### Lên ngôi

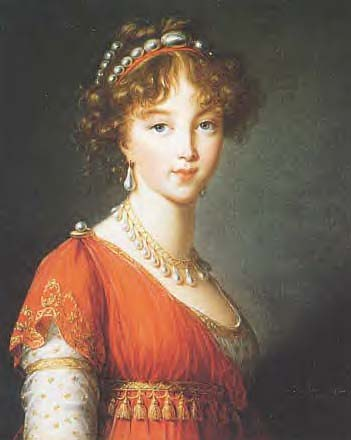
Chân dung Luise xứ Baden, Hoàng hậu Yelizaveta Alekseevna của Nga.

Tính cách lập dị của Pavel I của Nga đã dẫn đến một cuộc đảo chính Pavel I nhằm đưa Aleksandr lên ngai vàng Nga. Vào đêm cha chồng bị ám sát, Luise động viên chồng vượt qua nỗi ám ảnh về việc Pavel I bị ám sát và tận tâm phục vụ nước Nga.  Trong một lá thư gửi mẹ, Luise đã viết rằng: "Đại vương công Aleksandr, giờ đây là Hoàng đế Nga, vô cùng đau khổ về cái chết của cha, về cách thức mà ông ấy qua đời, tâm hồn nhạy cảm của chàng sẽ luôn bị giằng xé."

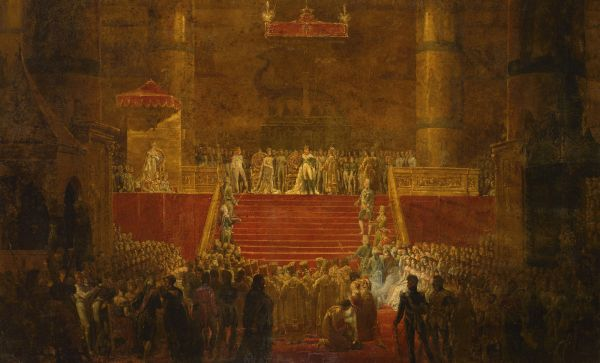
Lễ đăng cơ của Aleksandr I của Nga và Luise xứ Baden.

Ngày 15 tháng 9 năm 1801, Luise cùng Aleksandr I đăng cơ tại Thánh đường Uspenskii trong sự hò reo của dân chúng. Đấy là một ngày đẹp trời, với bầu trời tỏa nắng và thời tiết ấm áp, người dân Moskva đã chứng kiến một chàng Hoàng tử điển trai trở thành Hoàng đế Nga, và bên cạnh ngài là Đức Hoàng hậu rất đỗi xinh đẹp.

### Cuộc sống tại Nga với tư cách là Hoàng hậu

#### Địa vị tại triều đình
Với tư cách là Hoàng hậu, Luise tham dự vào đời sống cung đình cũng như các nhiệm vụ đại diện cho Hoàng thất, thế nhưng người phụ nữ có địa vị tôn quý nhất Đế quốc Nga, cũng như là nhân vật quyền lực của đế quốc lại là Sophie Dorothee xứ Württemberg, Hoàng thái hậu Mariya Fyodorovna, mẹ chồng của Luise. Hoàng đế Aleksandr I đã quyết định ban cho mẹ mình những đặc quyền và vinh danh chưa từng có tiền lệ trong lịch sử Nga. Sophie Dorothee thường khoác tay Hoàng đế trong các nghi lễ long trọng, trong khi Luise, với cương vị là Hoàng hậu Nga, lại phải đi phía sau. Từ đó, truyền thống một thái hậu được ưu tiên và có địa vị ưu việt hơn đương kim quốc hậu ở triều đình Nga được thiết lập, bắt đầu từ Sophie Dorothee và là điều khác biệt đối ở triều đình Nga.

#### Đời sống hôn nhân

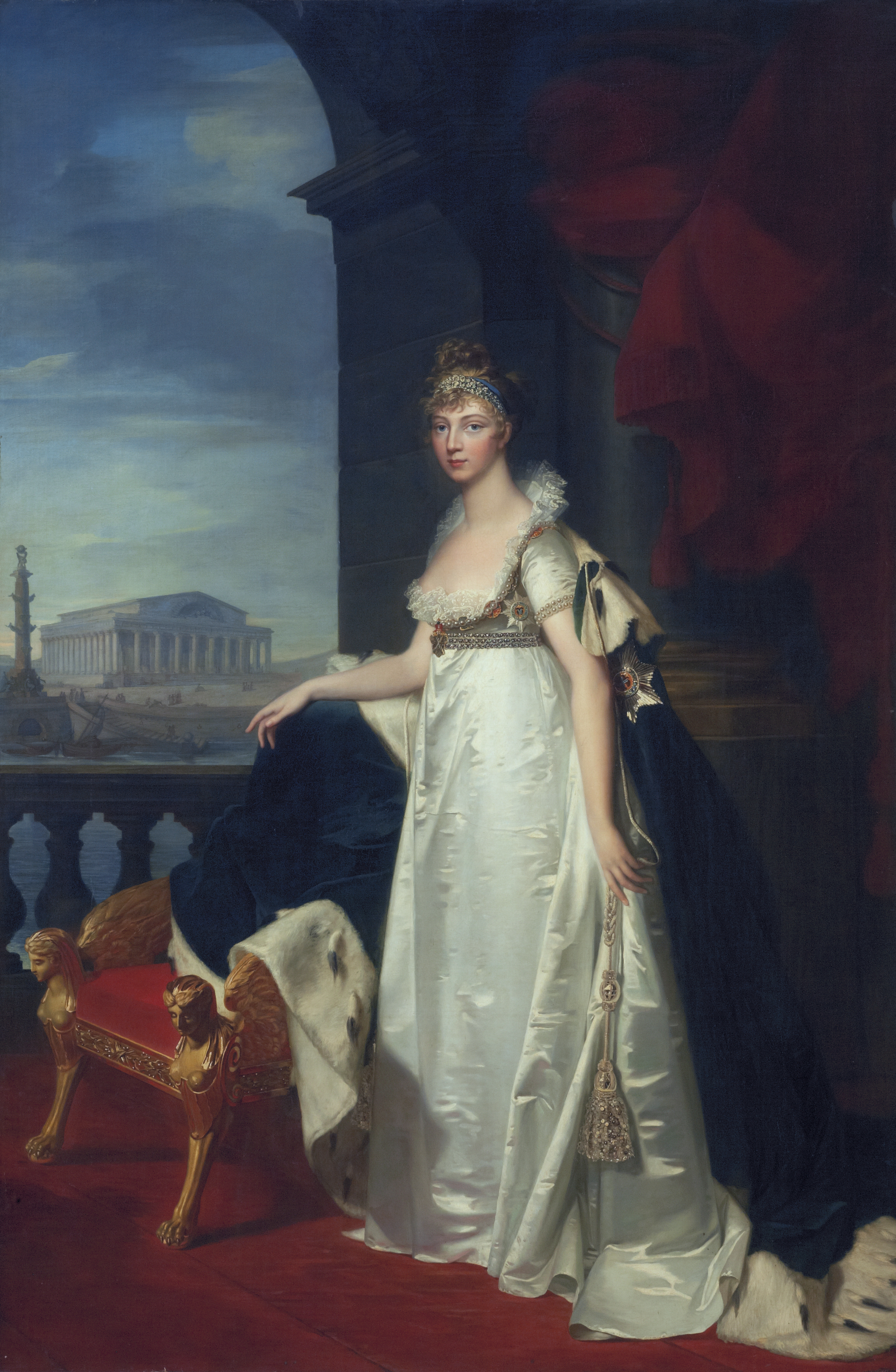
Chân dung Luise xứ Baden, Hoàng hậu Yelizaveta Alekseevna (1805) bởi Jean-Laurent Mosnier: Bảo tàng Quốc gia của Nghệ thuật Tuyệt đẹp Chelyabinsk.

Trước mặt công chúng, Aleksandr I luôn thể hiện tình cảm với vợ, cho công chúng thấy hai người có một cuộc hôn nhân hòa thuận. Mặt khác, hai vợ chồng duy trì một lối sống đơn giản tại triều đình và chỉ ăn mặc sang trọng đúng với địa vị trong những ngày lễ hội và Chủ nhật và cùng dùng bữa tối sau khi trở về từ Thánh Lễ, tránh xa các cận thần. Luise được cho là quá mềm yếu và ôn hòa để có thể níu giữ một người đàn ông luôn bồn chồn với tâm hồn bị tra tấn như Aleksandr I. Nhưng trên thực tế, cuộc hôn nhân giữa hai người đã trở nên căng thẳng từ năm 1796, và tệ hơn nữa vào khoảng năm 1800 và 1801. Năm 1803, Aleksandr I bắt đầu mối quan hệ tình ái kéo dài hai thập kỷ với Maria Czetwertyńska-Światopełk, vợ của Thân vương Dmitri Naryshkin. Mariya Naryshkina đã khoe khoang về mối quan hệ của mình với Hoàng đế với thái độ trắng trợn và nhạt nhẽo. Thậm chí, trong một lần được Luise hỏi thăm sức khỏe, Mariya đã trả lời rằng: "Thần nghĩ mình đang mang thai." trước mặt các triều thần. Luise đã than thở với mẹ rằng bản thân "không thể không biết cô ta có thai bằng cách nào." Mariya sinh cho Aleksandr I ba người con ngoại hôn là Aglaida Dmitriyevna Naryshkina (qua đời năm 1810), Sofya Dmitriyevna Naryshkina (qua đời ở tuổi 17, một ngày trước khi kết hôn với Andrey Shuvalov) và Emmanuil Dmitriyevich Naryshkin (hậu duệ của Emmanuil từng phục vụ cho Nikolai II của Nga). Cuộc sống gia đình hạnh phúc mà Aleksandr I có với tình nhân Mariya lại khiến cho vị Hoàng hậu hậu không con đau khổ. Tình trạng không con của Luise khiến Hoàng hậu cảm thấy khó khăn khi phải chịu đựng tình cảnh tình nhân Mariya của chồng hoài thai liên tục, nhắc Luise nhớ về chính mình như một người mẹ, nhất là khi Luise đã mất đi con gái vào tháng 8 năm 1800.

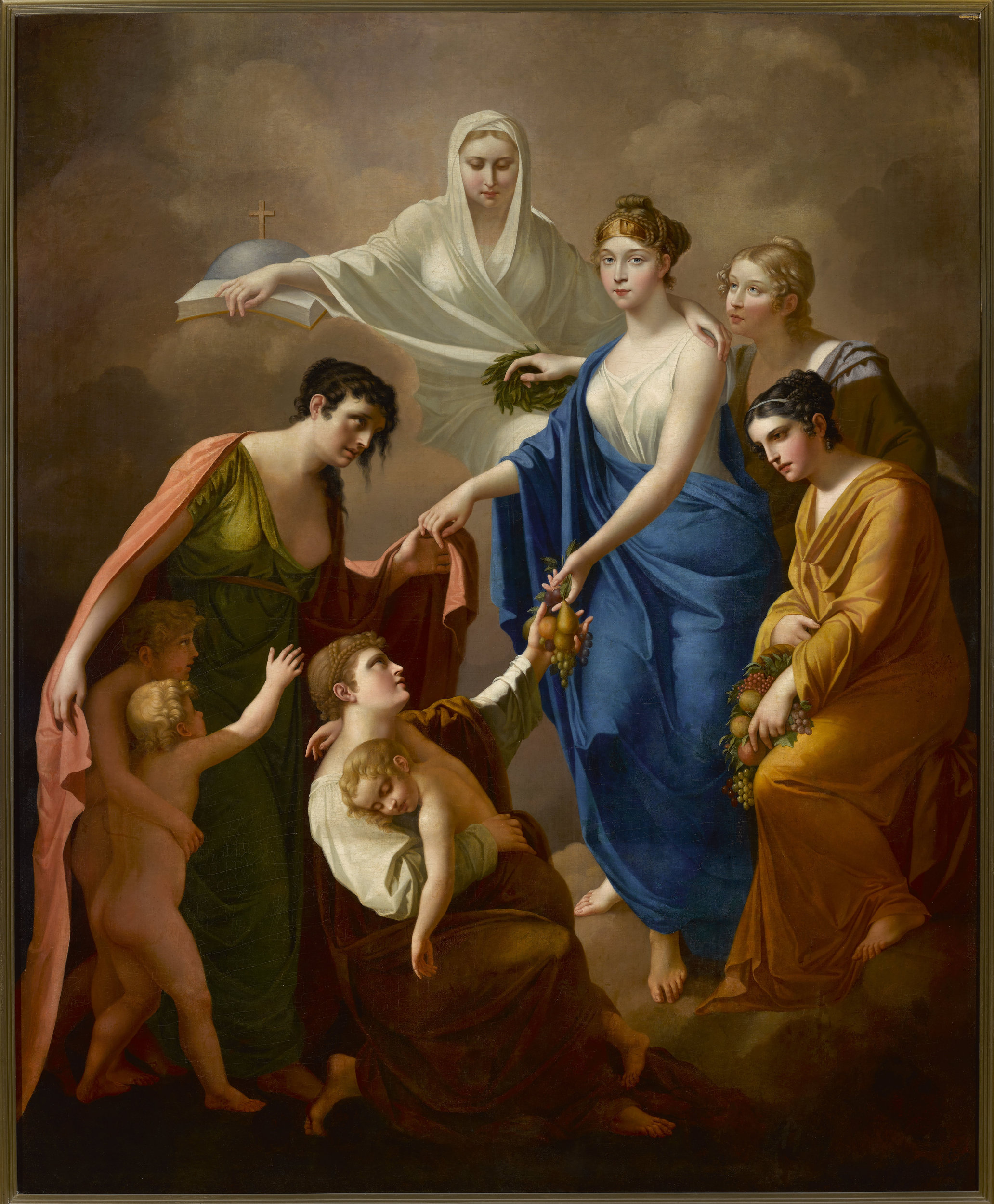
Hoàng hậu Yelizaveta Alekseevna được thờ kính (1813) bởi Józef Oleszkiewicz: National Museum ở Warszawa

Đau khổ vì không thể làm mẹ, vị Hoàng hậu trẻ 25 tuổi đã nối lại tình xưa với người tình cũ Adam Czartoryski, người đã trở về Nga theo lời mời của Aleksandr I. Mối quan hệ kết thúc khi vào năm 1803, Luise bắt đầu mối quan hệ với một chàng tham mưu trưởng đẹp trai là Aleksey Okhotnikov nhưng mối quan hệ giữa họ chỉ chính thức công khai tầm năm cuối năm 1805 hoặc đầu năm 1806. Tất cả thư từ giữa Luise và Aleksey Okhotnikov, và một vài cuốn nhật ký của Luise đã bị em chồng là Nikolai I của Nga cho tiêu hủy sau khi Luise qua đời.
Mối quan hệ với Aleksey Okhotnikov có một kết thúc tồi tệ. Chàng tham mưu trưởng qua đời năm 1807 sau một nhát đâm khi rời khỏi nhà hát. Có tin đồn rằng Aleksandr I của Nga và em trai Konstantin Pavlovich đã hạ lệnh giết chết Aleksey Okhotnikov. Vào đầu thế kỷ 20, Đại vương công Nikolay Mikhaylovich của Nga đã biến những tin đồn này thành một truyền thuyết chi tiết cho cuốn tiểu sử về Luise của mình, mặc dù chương liên quan đến Aleksey Okhotnikov không được xuất bản vào thời điểm đó do sự can thiệp cá nhân của Nikolai II của Nga, và cũng do nhiều nghiên cứu khác của Nikolay Mikhaylovich tại thời điểm đó.

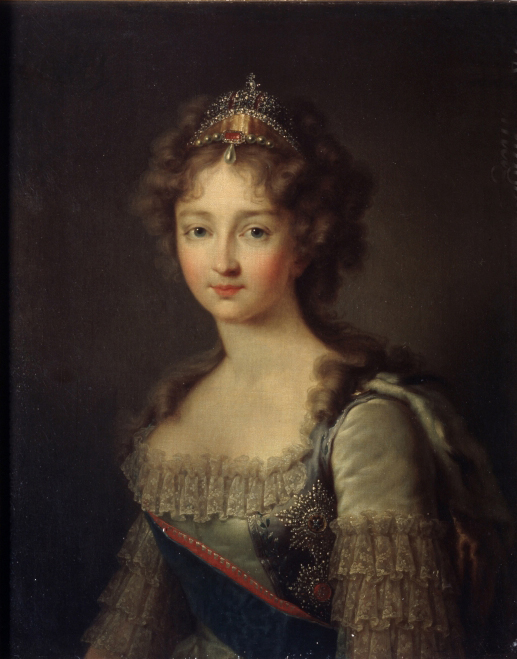
Luise xứ Baden, Hoàng hậu Nga.

Ngày 16 tháng 11 năm 1806, Luise hạ sinh người con gái thứ hai. Có tin đồn rằng đứa trẻ mới sinh Yelizaveta Aleksandrovna không phải là con gái Hoàng đế mà bởi người tình Aleksey Okhotnikov. Sau cái chết của người tình, Luise cảm thấy bị bỏ rơi hơn bao giờ hết và dành hết tình yêu thương vào người con gái Yelizaveta Aleksandrovna, gọi thân mật là "Lisinka" hay "Elise". Nhưng mười lăm tháng sau, Hoàng nữ đã qua đời vì bị nhiễm trùng do mọc răng. Luise đã viết cho mẹ của mình rằng: "Giờ đây, con không còn sức để tốt bụng với bất cứ điều gì trên thế giới này nữa, linh hồn con không còn sức mạnh để phục hồi từ cú sốc này."
Cái chết của con gái đã giúp hai vợ chồng gần nhau hơn trong khoảng thời gian ngắn. Dù Luise lúc bấy giờ chưa đến 30 tuổi, nhưng cả Luise và Aleksandr I đều không trông mong gì về một gia đình và cũng không có con nữa.
Trong thời kỳ Chiến tranh Napoléon, Luise là nguồn động viên đáng tin cậy về chính sách chính trị của Aleksandr I như Luise vẫn hay làm trong các xung đột cá nhân và chính trị khác. Sau khi Napoléon Bonaparte thất thế, Luise cùng chồng và các vị quân chủ châu Âu hội ngộ tại Đại hội Viên năm 1814, nơi Luise gặp lại người tình cũ Adam Jerzy Czartoryski. Adam vẫn còn yêu say đắm Luise và bỏ qua mối tình với Aleksey Okhotnikov của Hoàng hậu và hai người hàn gắn mối quan hệ. Tuy nhiên mối quan hệ lần này kéo dài không được bao lâu. Cụ thể, ngày 8 tháng 3 năm 1815, khi Luise chuẩn bị rời Viên, Adam đã cầu xin Luise hãy ly hôn Aleksandr I và kết hôn với mình, cũng như thông báo cho Aleksandr I về mong muốn được kết hôn với Luise. Thế nhưng, sau khi nghe Aleksandr I giải thích về những nguy cơ có thể xảy ra nếu một Hoàng hậu Nga tái hôn với một Thân vương người Ba Lan, Luise đã chọn nghĩa vụ và từ bỏ mối quan hệ với Adam.

## Tính cách và ngoại hình

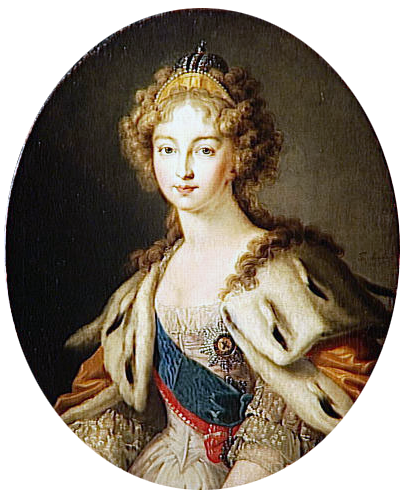
Luise xứ Baden, Hoàng hậu Yelizaveta Alekseevna, chân dung bởi Vladimir Borovikovsky, năm 1813. Nhà thơ người Nga Aleksandr Sergeyevich Pushkin đã thể hiện tấm lòng đến Hoàng hậu Nga thông qua câu thơ sau:"Tôi không được sinh ra để làm hài lòng Sa hoàng" (я не рожден царей забавить...)

Luise xứ Baden được chú ý bởi giọng nói nhẹ nhàng và du dương cùng gương mặt hình trái xoan với đường nét thanh tú. Khi mới đặt chân đến nước Nga, Luise đã được một Bá tước xứ Choiseul-Gouffier nhận xét rằng:
| “ | Những đường nét của đức nữ thật sự rất tinh tế. Dáng vẻ đậm nét Hy Lạp, đôi mắt to màu xanh lam, khuôn mặt trái xoan hoàn hảo, mái tóc vàng đẹp. Có một nét rất dịu dàng trên gương mặt và thái độ ở đức nữ, đôi mắt sống động và tràn đầy cảm xúc, giọng nói ngọt ngào đi vào lòng người. | ” |

Ngoài ra, Bá tước phu nhân Golovina cũng đã viết về Luise trong cuốn Sourvenirs của mình như sau: 
| “ | Dáng người thu hút, mái tóc xoăn màu vàng tro xõa xuống sau gáy, nước da trắng như sữa, đôi má ửng hồng, khuôn miệng rất xinh đẹp. Có một điều gì đó rất hấp dẫn, gần như đáng lo ngại trong đôi mắt có hình dáng tựa như hạnh nhân, màu xanh lam ngọt ngào, tràn đầy cảm xúc, lông mi và chân mày màu đen. | ” |

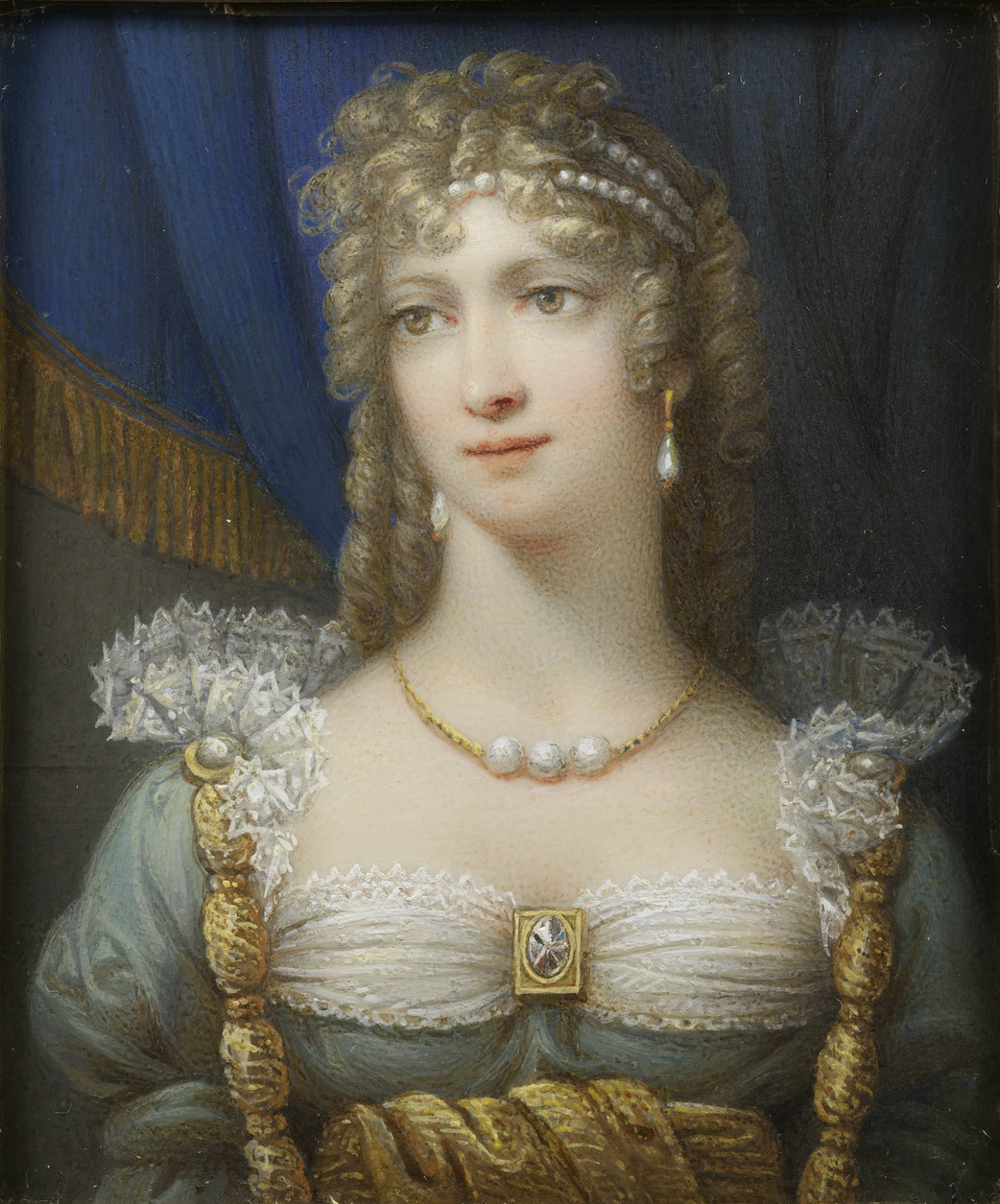
Chân dung thu nhỏ của Luise xứ Baden khi là Trữ phi nước Nga.

Sau khi kết hôn được vài tháng, trong một lần vẽ chân dung cho Luise, nữ họa sĩ người Pháp Élisabeth Vigée Le Brun đã nhận xét rằng:
| “ | Đức nữ cùng lắm đã độ 17 tuổi, ngài có đường nét thanh tú và tự nhiên, khuôn mặt hình trái xoan hoàn hảo, nước da ngài không có vẻ tràn đầy sức sống nhưng rất trắng, hòa hợp với đường nét khuôn mặt của Đại vương công phu nhân, một gương mặt ngọt ngào tựa thiên thần, mái tóc xoăn màu vàng được tạo kiểu bồng bềnh quanh cổ về trán. Ngài mặc một chiếc áo dài màu trắng cùng với chiếc thắt lưng quấn quanh vòng eo nhỏ nhắn tựa như một nàng tiên nymph. Tôi tự nói với bản thân rằng: "Ngài ấy chính là Psyche!" | ” |

Theo ghi nhận từ Rosenweig, Bộ trưởng Sachsen, Luise được miêu tả như sau:
| “ | Thật khó để nhận định cho đủ sự quyến rũ của đức Hoàng hậu: những đường nét thanh tú và hài hòa, góc nghiêng đậm nét Hy Lạp, đôi mắt to màu xanh lam, và mái tóc vàng tuyệt đẹp. Ở người tỏa ra sự sang trọng và vương giả, dáng đi của người thật thướt tha. Nói một cách ngắn gọn, không nghi ngờ gì rằng đức hậu là một trong những người phụ nữ xinh đẹp nhất thế giới. | ” |

Với đường nét thanh lịch, phong thái vương giả và gương mặt tựa thiên thần, Luise xứ Baden được nhìn nhận là một trong những người phụ nữ xinh đẹp nhất và chắc chắn là vị phối ngẫu quốc chủ đẹp nhất đương thời. Quyến rũ, hào phóng và thông tuệ, Luise có một sự yêu thích đối với văn học và nghệ thuật. Luise được học về âm nhạc bởi Ludwig-Wilhelm Tepper de Ferguson (1768–sau 1824). Tuy nhiên, Luise lại có bản tính nhút nhát, dè dặt khiến bản thân Hoàng hậu không được yêu mến được với triều đình Nga cũng như nhà chồng. Luise ưa thích sự đơn giản và ít người hơn là sự xa hoa và lễ nghi của triều đình Nga.

## Những năm sau này

### Hòa giải với chồng

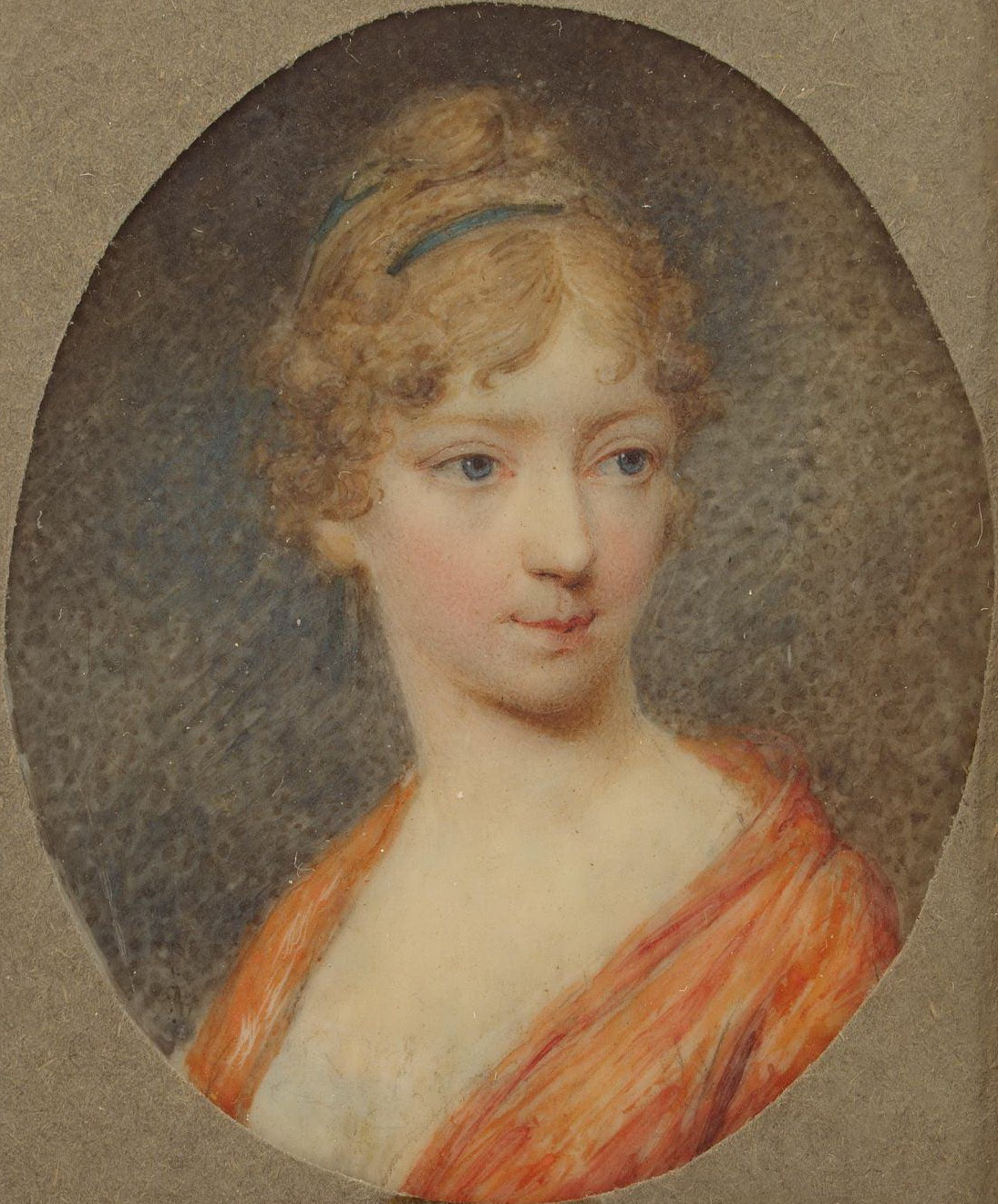
Bức nhân dung nhỏ của Luise xứ Baden, Hoàng hậu Yelizaveta Alekseevna trong những năm sau này (họa sĩ vô danh, năm 1810)

Khi độ 40 tuổi, Luise đã từ bỏ mọi khao khát lãng mạn. Aleksandr I cũng có những thay đổi cá nhân khiến hai vợ chồng gần nhau hơn. Năm 1818, Aleksandr I đắm chìm trong chủ nghĩa tôn giáo thần bí và từ bỏ mối quan hệ lâu dài với người tình Mariya Naryshkina. Kể từ đó, hai vợ chồng dành nhiều thời gian cho nhau hơn. Luise vô cùng đồng cảm với chồng và động viên Aleksandr I khi người con ngoại hôn yêu dấu Sofya của chồng qua đời. Sự hòa hợp giữa hai vợ chồng đế hậu đã khiến cho mọi người ngạc nhiên. Luise đã viết cho mẹ rằng: "Có lúc con nghĩ mình là tình nhân của Aleksandr, hay như thể là chúng con đã kết hôn một cách bí mật..."
Cho đến năm 1825, sức khỏe của Luise trở nên suy yếu bởi bệnh viêm phổi và suy nhược. Các bác sĩ đã đề nghị Hoàng hậu nghỉ ngơi tại nơi có khí hậu ôn hòa như thành phố Taganrog ở phía Nam bên vùng biển Biển Azov. Không ở trong cung điện tiện nghi, hai vợ chồng đế hậu sống một cuộc sống hạnh phúc trong sự giản dị và gần gũi tại một ngôi nhà ở Taganrog cho đến ngày 5 tháng 10. Bác sĩ của hai vị đế hậu đã viết rằng: "Cả hộ gia rất vui mừng khi thấy họ vô cùng hạnh phúc bên nhau."

### Trở thành góa phụ

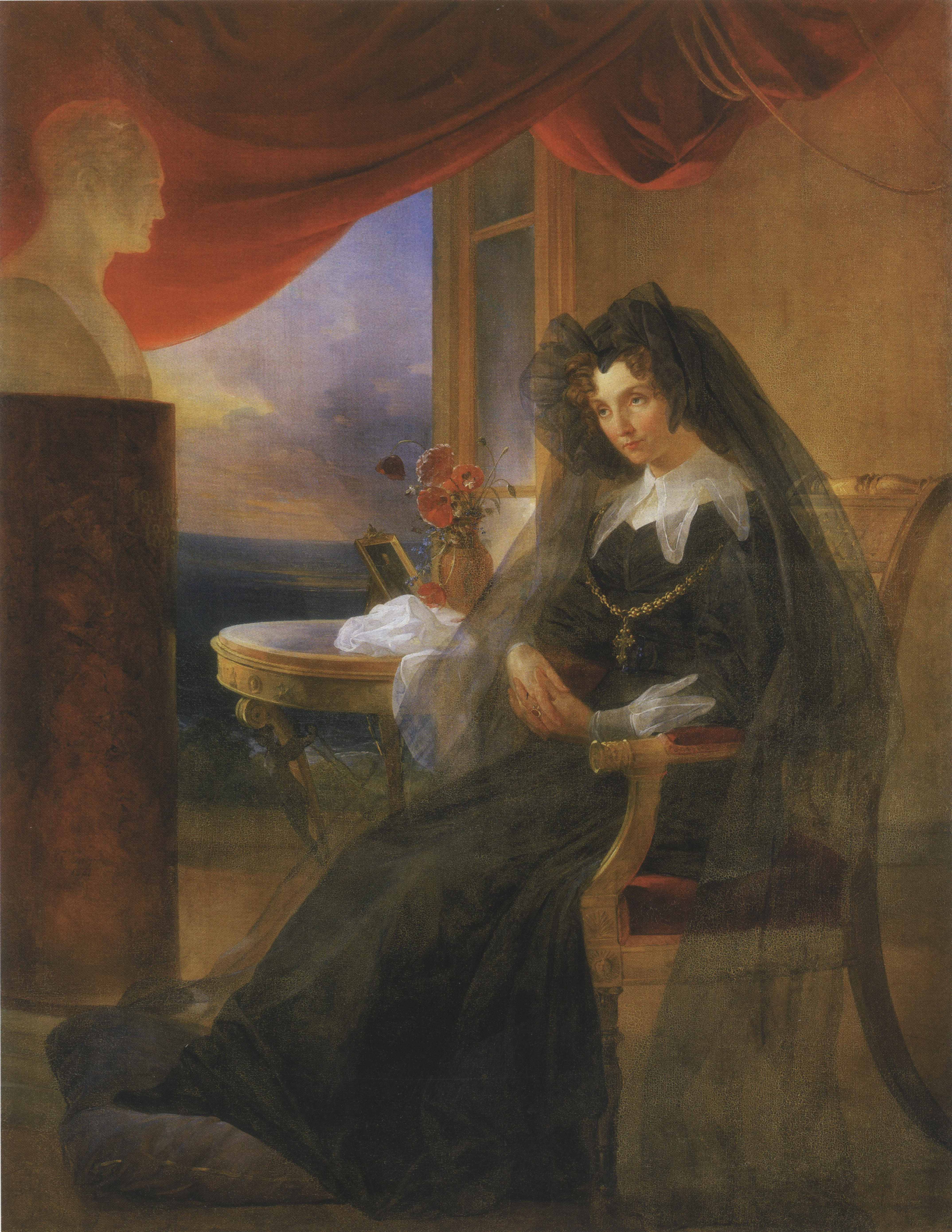
Thái hậu Yelizaveta Alekseevna trong tang phục.

Sử dụng Taganrog làm căn cứ, Aleksandr I đã thực hiện một chuyến du hành khắp Don Cossack và Krym. Ngày 17 tháng 11 năm 1825, Aleksandr I trở về Taganrog sau khi đến thăm Krym. Thế nhưng Hoàng đế đã mắc phải một cơn cảm lạnh, tiến triển thành cơn sốt kéo dài. Ngày 26 tháng 11 năm 1825, Aleksandr I và Luise dành khoảng thời gian dài để ở riêng với nhau. Luise sau đó đã viết cho mẹ rằng: "Một người có thể tìm được một chốn nương tựa ở nơi đâu?" và "một thử thách mới và bất ngờ" đã ập xuống và gây cản trở cho những dự tính hoàn hảo. Những dự tính mà Aleksandr I kể cho Luise vẫn chưa được biết đến cho đến ngày nay. Chưa đầy một tuần sau, lúc 10 giờ 30 phút sáng ngày 1 tháng 12 năm 1825, Hoàng đế Aleksandr I qua đời. Tin tức về sự qua đời của Aleksandr I mất tám ngày để đến được Sankt-Peterburg. Đau khổ vì chồng qua đời, Luise đã viết thư gửi mẹ rằng: "Con không thể hiểu nổi mình, con không thể hiểu được số phận của chính con... Con phải làm gì với chính mình, khi hoàn toàn lệ thuộc vào chàng, cả cuộc đời con, đã dâng hiến cho chàng?"
Ba ngày sau khi chồng qua đời, Luise đã viết cho mẹ rằng: "Không cần quá lo lắng cho con, nhưng nếu muốn, con sẽ theo chàng, người đã là cả cuộc đời của con."

## Qua đời

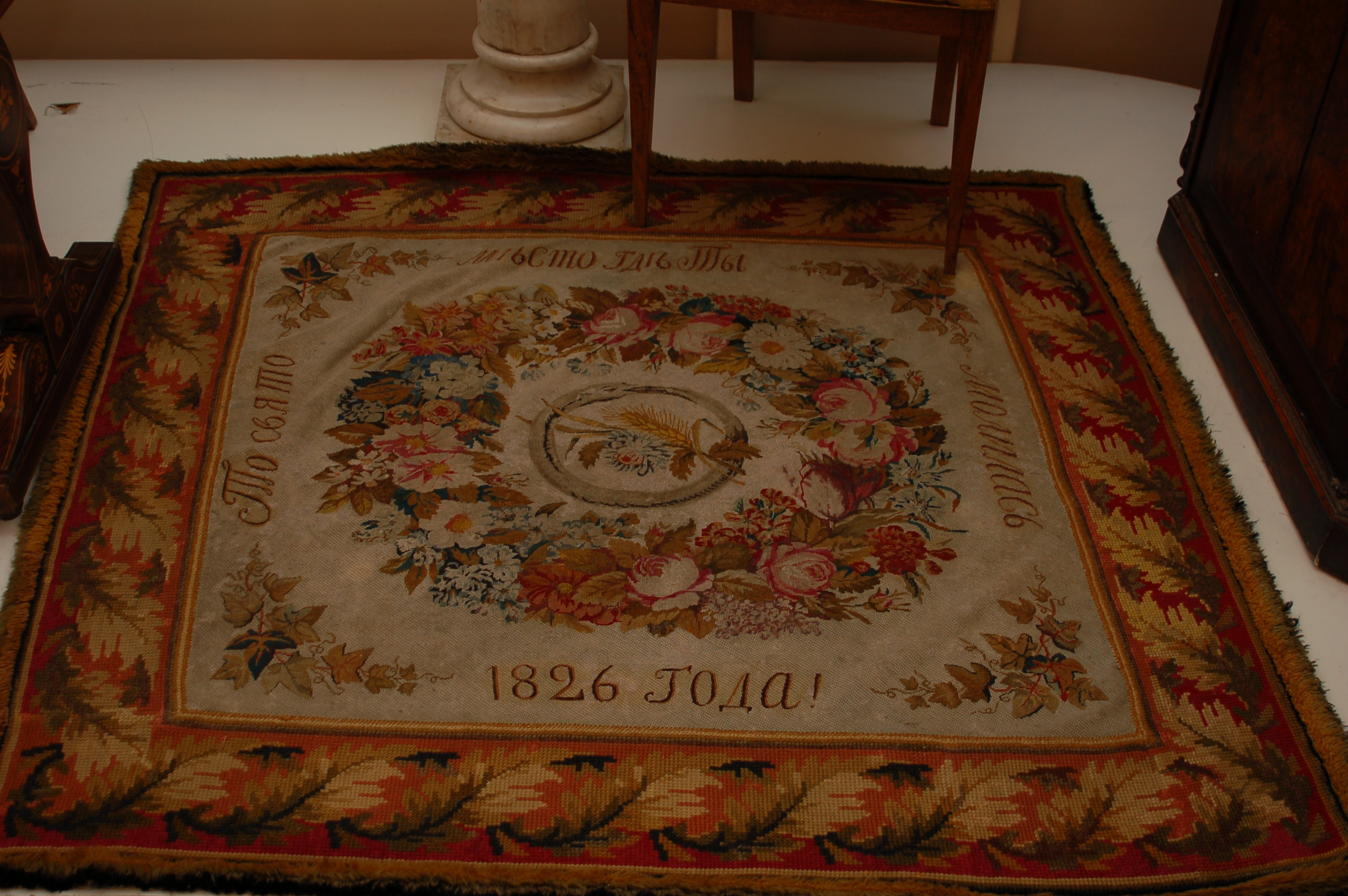
Tấm thảm nơi Luise xứ Baden đứng cầu nguyện sau khi Aleksandr I của Nga qua đời tại cung điện Aleksandi I ở Taganrog với dòng chữ "Chúa Phù hộ Nơi bạn Cầu nguyện. 1826!"

Quá yếu để dự tang lễ của chồng ở Sankt-Peterburg, mãi đến mùa xuân năm 1826, Luise mới bắt đầu hành trình đến thủ đô, Luise đã bị ốm tới mức phải dừng chân ở Belyov, tỉnh Tula vào ngày 15 tháng 5. Rạng sáng ngày 16 tháng 5 năm 1826, ở Kaluga khoảng 4 giờ 30 phút sáng, khi thị tùng đến kiểm tra Luise thì đã phát hiện Luise đã qua đời vì bị suy tim, chỉ vài giờ trước khi có thể gặp mẹ chồng là Sophie Dorothee xứ Württemberg, Hoàng thái hậu Mariya Fyodorovna, người đang đi về phía nam để gặp con dâu.

## Con cái
Luise xứ Baden và Aleksandr I của Nga có hai người con gái. Tuy nhiên hai vị Hoàng nữ đều qua đời khi còn nhỏ, điều này góp phần khiến hai vợ chồng gần nhau hơn trong thời gian ngắn:
- Mariya Aleksandrovna của Nga (Sankt-Petersburg, 29 tháng 5 năm 1799 (lịch cũ: 18 tháng 5) – Sankt-Petersburg, 8 tháng 8 năm 1800 (lịch cũ: 27 tháng 7)).[58][29]
- Yelizaveta Aleksandrovna của Nga (Sankt-Petersburg, 15 tháng 11 năm 1806 – Sankt-Petersburg, 12 tháng 5 năm 1808).[59]

## Tổ tiên
| \| \| \| \| \| \| \| \| \| \| \| \| \| \| 16. Karl III Wilhelm xứ Baden-Durlach \| \| \| \| \| \| \| \| \| \| \| \| \| \| \| \| \| \| \| \| \| \| \| \| \| \| \| \| \| \| \| \| \| \| \| \| \| \| \| \| \| \| \| \| \| \| \| \| \| \| \| \| \| \| \| \| \| \| \| \| 8. Friedrich xứ Baden-Durlach \| \| \| \| \| \| \| \| \| \| \| \| \| \| \| \| \| \| \| \| \| \| \| \| \| \| \| \| \| \| \| \| \| \| \| \| \| \| \| \| \| \| \| \| \| \| \| \| \| \| \| \| \| \| \| \| \| \| \| \| \| \| \| \| \| \| \| \| \| \| \| \| 17. Magdalena Wilhelmine xứ Württemberg \| \| \| \| \| \| \| \| \| \| \| \| \| \| \| \| \| \| \| \| \| \| \| \| \| \| \| \| \| \| \| \| \| \| \| \| \| \| \| \| \| \| \| \| \| \| \| \| \| \| \| \| \| \| \| \| \| \| \| \| \| \| \| \| \| \| \| \| \| \| \| \| 4. Karl Friedrich I xứ Baden \| \| \| \| \| \| \| \| \| \| \| \| \| \| \| \| \| \| \| \| \| \| \| \| \| \| \| \| \| \| \| \| \| \| \| \| \| \| \| \| \| \| \| \| \| \| \| \| \| \| \| \| \| \| \| \| \| \| \| \| \| \| \| \| \| \| \| \| \| \| \| \| 18. Johan Willem Friso xứ Nassau-Dietz \| \| \| \| \| \| \| \| \| \| \| \| \| \| \| \| \| \| \| \| \| \| \| \| \| \| \| \| \| \| \| \| \| \| \| \| \| \| \| \| \| \| \| \| \| \| \| \| \| \| \| \| \| \| \| \| \| \| \| \| \| \| \| \| \| \| \| \| \| \| \| \| 9. Amalie xứ Nassau-Dietz \| \| \| \| \| \| \| \| \| \| \| \| \| \| \| \| \| \| \| \| \| \| \| \| \| \| \| \| \| \| \| \| \| \| \| \| \| \| \| \| \| \| \| \| \| \| \| \| \| \| \| \| \| \| \| \| \| \| \| \| \| \| \| \| \| \| \| \| \| \| \| \| 19. Marie Luise xứ Hessen-Kassel \| \| \| \| \| \| \| \| \| \| \| \| \| \| \| \| \| \| \| \| \| \| \| \| \| \| \| \| \| \| \| \| \| \| \| \| \| \| \| \| \| \| \| \| \| \| \| \| \| \| \| \| \| \| \| \| \| \| \| \| \| \| \| \| \| \| \| \| \| \| \| \| 2. Karl Ludwig xứ Baden \| \| \| \| \| \| \| \| \| \| \| \| \| \| \| \| \| \| \| \| \| \| \| \| \| \| \| \| \| \| \| \| \| \| \| \| \| \| \| \| \| \| \| \| \| \| \| \| \| \| \| \| \| \| \| \| \| \| \| \| \| \| \| \| \| \| \| \| \| \| \| \| 20. Ernst Ludwig I xứ Hessen-Darmstadt (= 24) \| \| \| \| \| \| \| \| \| \| \| \| \| \| \| \| \| \| \| \| \| \| \| \| \| \| \| \| \| \| \| \| \| \| \| \| \| \| \| \| \| \| \| \| \| \| \| \| \| \| \| \| \| \| \| \| \| \| \| \| \| \| \| \| \| \| \| \| \| \| \| \| 10. Ludwig VIII xứ Hessen-Darmstadt (= 12) \| \| \| \| \| \| \| \| \| \| \| \| \| \| \| \| \| \| \| \| \| \| \| \| \| \| \| \| \| \| \| \| \| \| \| \| \| \| \| \| \| \| \| \| \| \| \| \| \| \| \| \| \| \| \| \| \| \| \| \| \| \| \| \| \| \| \| \| \| \| \| \| 21. Dorothea Charlotte xứ Brandenburg-Ansbach (= 25) \| \| \| \| \| \| \| \| \| \| \| \| \| \| \| \| \| \| \| \| \| \| \| \| \| \| \| \| \| \| \| \| \| \| \| \| \| \| \| \| \| \| \| \| \| \| \| \| \| \| \| \| \| \| \| \| \| \| \| \| \| \| \| \| \| \| \| \| \| \| \| \| 5. Karoline Luise xứ Hessen-Darmstadt \| \| \| \| \| \| \| \| \| \| \| \| \| \| \| \| \| \| \| \| \| \| \| \| \| \| \| \| \| \| \| \| \| \| \| \| \| \| \| \| \| \| \| \| \| \| \| \| \| \| \| \| \| \| \| \| \| \| \| \| \| \| \| \| \| \| \| \| \| \| \| \| 22. Johann Reinhard III xứ Hanau-Lichtenberg (= 26) \| \| \| \| \| \| \| \| \| \| \| \| \| \| \| \| \| \| \| \| \| \| \| \| \| \| \| \| \| \| \| \| \| \| \| \| \| \| \| \| \| \| \| \| \| \| \| \| \| \| \| \| \| \| \| \| \| \| \| \| \| \| \| \| \| \| \| \| \| \| \| \| 11. Charlotte xứ Hanau-Lichtenberg (= 13) \| \| \| \| \| \| \| \| \| \| \| \| \| \| \| \| \| \| \| \| \| \| \| \| \| \| \| \| \| \| \| \| \| \| \| \| \| \| \| \| \| \| \| \| \| \| \| \| \| \| \| \| \| \| \| \| \| \| \| \| \| \| \| \| \| \| \| \| \| \| \| \| 23. Dorothea Friederike xứ Brandenburg-Ansbach (= 27) \| \| \| \| \| \| \| \| \| \| \| \| \| \| \| \| \| \| \| \| \| \| \| \| \| \| \| \| \| \| \| \| \| \| \| \| \| \| \| \| \| \| \| \| \| \| \| \| \| \| \| \| \| \| \| \| \| \| \| \| \| \| \| \| \| \| \| \| \| \| \| \| 1. Luise xứ Baden \| \| \| \| \| \| \| \| \| \| \| \| \| \| \| \| \| \| \| \| \| \| \| \| \| \| \| \| \| \| \| \| \| \| \| \| \| \| \| \| \| \| \| \| \| \| \| \| \| \| \| \| \| \| \| \| \| \| \| \| \| \| \| \| \| \| \| \| \| \| \| \| 24. Ernst Ludwig I xứ Hessen-Darmstadt (= 20) \| \| \| \| \| \| \| \| \| \| \| \| \| \| \| \| \| \| \| \| \| \| \| \| \| \| \| \| \| \| \| \| \| \| \| \| \| \| \| \| \| \| \| \| \| \| \| \| \| \| \| \| \| \| \| \| \| \| \| \| \| \| \| \| \| \| \| \| \| \| \| \| 12. Ludwig VIII xứ Hessen-Darmstadt (= 10) \| \| \| \| \| \| \| \| \| \| \| \| \| \| \| \| \| \| \| \| \| \| \| \| \| \| \| \| \| \| \| \| \| \| \| \| \| \| \| \| \| \| \| \| \| \| \| \| \| \| \| \| \| \| \| \| \| \| \| \| \| \| \| \| \| \| \| \| \| \| \| \| 25. Dorothea Charlotte xứ Brandenburg-Ansbach (= 21) \| \| \| \| \| \| \| \| \| \| \| \| \| \| \| \| \| \| \| \| \| \| \| \| \| \| \| \| \| \| \| \| \| \| \| \| \| \| \| \| \| \| \| \| \| \| \| \| \| \| \| \| \| \| \| \| \| \| \| \| \| \| \| \| \| \| \| \| \| \| \| \| 6. Ludwig IX xứ Hessen-Darmstadt \| \| \| \| \| \| \| \| \| \| \| \| \| \| \| \| \| \| \| \| \| \| \| \| \| \| \| \| \| \| \| \| \| \| \| \| \| \| \| \| \| \| \| \| \| \| \| \| \| \| \| \| \| \| \| \| \| \| \| \| \| \| \| \| \| \| \| \| \| \| \| \| 26. Johann Reinhard III xứ Hanau-Lichtenberg (= 22) \| \| \| \| \| \| \| \| \| \| \| \| \| \| \| \| \| \| \| \| \| \| \| \| \| \| \| \| \| \| \| \| \| \| \| \| \| \| \| \| \| \| \| \| \| \| \| \| \| \| \| \| \| \| \| \| \| \| \| \| \| \| \| \| \| \| \| \| \| \| \| \| 13. Charlotte xứ Hanau-Lichtenberg (= 11) \| \| \| \| \| \| \| \| \| \| \| \| \| \| \| \| \| \| \| \| \| \| \| \| \| \| \| \| \| \| \| \| \| \| \| \| \| \| \| \| \| \| \| \| \| \| \| \| \| \| \| \| \| \| \| \| \| \| \| \| \| \| \| \| \| \| \| \| \| \| \| \| 27. Dorothea Friederike xứ Brandenburg-Ansbach (= 23) \| \| \| \| \| \| \| \| \| \| \| \| \| \| \| \| \| \| \| \| \| \| \| \| \| \| \| \| \| \| \| \| \| \| \| \| \| \| \| \| \| \| \| \| \| \| \| \| \| \| \| \| \| \| \| \| \| \| \| \| \| \| \| \| \| \| \| \| \| \| \| \| 3. Amalie xứ Hessen-Darmstadt \| \| \| \| \| \| \| \| \| \| \| \| \| \| \| \| \| \| \| \| \| \| \| \| \| \| \| \| \| \| \| \| \| \| \| \| \| \| \| \| \| \| \| \| \| \| \| \| \| \| \| \| \| \| \| \| \| \| \| \| \| \| \| \| \| \| \| \| \| \| \| \| 28. Christian II xứ Pfalz-Zweibrücken \| \| \| \| \| \| \| \| \| \| \| \| \| \| \| \| \| \| \| \| \| \| \| \| \| \| \| \| \| \| \| \| \| \| \| \| \| \| \| \| \| \| \| \| \| \| \| \| \| \| \| \| \| \| \| \| \| \| \| \| \| \| \| \| \| \| \| \| \| \| \| \| 14. Christian III xứ Pfalz-Zweibrücken \| \| \| \| \| \| \| \| \| \| \| \| \| \| \| \| \| \| \| \| \| \| \| \| \| \| \| \| \| \| \| \| \| \| \| \| \| \| \| \| \| \| \| \| \| \| \| \| \| \| \| \| \| \| \| \| \| \| \| \| \| \| \| \| \| \| \| \| \| \| \| \| 29. Katharina Agathe xứ Rappoltstein \| \| \| \| \| \| \| \| \| \| \| \| \| \| \| \| \| \| \| \| \| \| \| \| \| \| \| \| \| \| \| \| \| \| \| \| \| \| \| \| \| \| \| \| \| \| \| \| \| \| \| \| \| \| \| \| \| \| \| \| \| \| \| \| \| \| \| \| \| \| \| \| 7. Karoline xứ Pfalz-Zweibrücken \| \| \| \| \| \| \| \| \| \| \| \| \| \| \| \| \| \| \| \| \| \| \| \| \| \| \| \| \| \| \| \| \| \| \| \| \| \| \| \| \| \| \| \| \| \| \| \| \| \| \| \| \| \| \| \| \| \| \| \| \| \| \| \| \| \| \| \| \| \| \| \| 30. Ludwig Kraft I xứ Nassau-Saarbrücken \| \| \| \| \| \| \| \| \| \| \| \| \| \| \| \| \| \| \| \| \| \| \| \| \| \| \| \| \| \| \| \| \| \| \| \| \| \| \| \| \| \| \| \| \| \| \| \| \| \| \| \| \| \| \| \| \| \| \| \| \| \| \| \| \| \| \| \| \| \| \| \| 15. Karoline xứ Nassau-Saarbrücken \| \| \| \| \| \| \| \| \| \| \| \| \| \| \| \| \| \| \| \| \| \| \| \| \| \| \| \| \| \| \| \| \| \| \| \| \| \| \| \| \| \| \| \| \| \| \| \| \| \| \| \| \| \| \| \| \| \| \| \| \| \| \| \| \| \| \| \| \| \| \| \| 31. Philippine Henriette xứ Hohenlohe-Langenburg \| \| \| \| \| \| \| \| \| \| \| \| \| \| \| \| \| \| \| \| \| \| \| \| \| \| \| \| \| \| \| \| \| \| \| \| \| \| \| \| \| \| \| \| \| \| \| \| \| \| \| \| |                                                       |  |  |  |  |  |  |  |  |  |  |  |                                       |  |  |  |
| |                                                       |  |  |  |  |  |  |  |  |  |  |  | 16. Karl III Wilhelm xứ Baden-Durlach |  |  |  |
| |                                                       |  |  |  |  |  |  |  |  |  |  |  |                                       |  |  |  |
| |                                                       |  |  |  |  |  |  |  |  |  |  |  |                                       |  |  |  |
| |                                                       |  |  |  |  |  |  |  |  |  |  |  |                                       |  |  |  |
| | 8. Friedrich xứ Baden-Durlach                         |  |  |  |  |  |  |  |  |  |  |  |                                       |  |  |  |
| |                                                       |  |  |  |  |  |  |  |  |  |  |  |                                       |  |  |  |
| |                                                       |  |  |  |  |  |  |  |  |  |  |  |                                       |  |  |  |
| |                                                       |  |  |  |  |  |  |  |  |  |  |  |                                       |  |  |  |
| | 17. Magdalena Wilhelmine xứ Württemberg               |  |  |  |  |  |  |  |  |  |  |  |                                       |  |  |  |
| |                                                       |  |  |  |  |  |  |  |  |  |  |  |                                       |  |  |  |
| |                                                       |  |  |  |  |  |  |  |  |  |  |  |                                       |  |  |  |
| |                                                       |  |  |  |  |  |  |  |  |  |  |  |                                       |  |  |  |
| | 4. Karl Friedrich I xứ Baden                          |  |  |  |  |  |  |  |  |  |  |  |                                       |  |  |  |
| |                                                       |  |  |  |  |  |  |  |  |  |  |  |                                       |  |  |  |
| |                                                       |  |  |  |  |  |  |  |  |  |  |  |                                       |  |  |  |
| |                                                       |  |  |  |  |  |  |  |  |  |  |  |                                       |  |  |  |
| | 18. Johan Willem Friso xứ Nassau-Dietz                |  |  |  |  |  |  |  |  |  |  |  |                                       |  |  |  |
| |                                                       |  |  |  |  |  |  |  |  |  |  |  |                                       |  |  |  |
| |                                                       |  |  |  |  |  |  |  |  |  |  |  |                                       |  |  |  |
| |                                                       |  |  |  |  |  |  |  |  |  |  |  |                                       |  |  |  |
| | 9. Amalie xứ Nassau-Dietz                             |  |  |  |  |  |  |  |  |  |  |  |                                       |  |  |  |
| |                                                       |  |  |  |  |  |  |  |  |  |  |  |                                       |  |  |  |
| |                                                       |  |  |  |  |  |  |  |  |  |  |  |                                       |  |  |  |
| |                                                       |  |  |  |  |  |  |  |  |  |  |  |                                       |  |  |  |
| | 19. Marie Luise xứ Hessen-Kassel                      |  |  |  |  |  |  |  |  |  |  |  |                                       |  |  |  |
| |                                                       |  |  |  |  |  |  |  |  |  |  |  |                                       |  |  |  |
| |                                                       |  |  |  |  |  |  |  |  |  |  |  |                                       |  |  |  |
| |                                                       |  |  |  |  |  |  |  |  |  |  |  |                                       |  |  |  |
| | 2. Karl Ludwig xứ Baden                               |  |  |  |  |  |  |  |  |  |  |  |                                       |  |  |  |
| |                                                       |  |  |  |  |  |  |  |  |  |  |  |                                       |  |  |  |
| |                                                       |  |  |  |  |  |  |  |  |  |  |  |                                       |  |  |  |
| |                                                       |  |  |  |  |  |  |  |  |  |  |  |                                       |  |  |  |
| | 20. Ernst Ludwig I xứ Hessen-Darmstadt (= 24)         |  |  |  |  |  |  |  |  |  |  |  |                                       |  |  |  |
| |                                                       |  |  |  |  |  |  |  |  |  |  |  |                                       |  |  |  |
| |                                                       |  |  |  |  |  |  |  |  |  |  |  |                                       |  |  |  |
| |                                                       |  |  |  |  |  |  |  |  |  |  |  |                                       |  |  |  |
| | 10. Ludwig VIII xứ Hessen-Darmstadt (= 12)            |  |  |  |  |  |  |  |  |  |  |  |                                       |  |  |  |
| |                                                       |  |  |  |  |  |  |  |  |  |  |  |                                       |  |  |  |
| |                                                       |  |  |  |  |  |  |  |  |  |  |  |                                       |  |  |  |
| |                                                       |  |  |  |  |  |  |  |  |  |  |  |                                       |  |  |  |
| | 21. Dorothea Charlotte xứ Brandenburg-Ansbach (= 25)  |  |  |  |  |  |  |  |  |  |  |  |                                       |  |  |  |
| |                                                       |  |  |  |  |  |  |  |  |  |  |  |                                       |  |  |  |
| |                                                       |  |  |  |  |  |  |  |  |  |  |  |                                       |  |  |  |
| |                                                       |  |  |  |  |  |  |  |  |  |  |  |                                       |  |  |  |
| | 5. Karoline Luise xứ Hessen-Darmstadt                 |  |  |  |  |  |  |  |  |  |  |  |                                       |  |  |  |
| |                                                       |  |  |  |  |  |  |  |  |  |  |  |                                       |  |  |  |
| |                                                       |  |  |  |  |  |  |  |  |  |  |  |                                       |  |  |  |
| |                                                       |  |  |  |  |  |  |  |  |  |  |  |                                       |  |  |  |
| | 22. Johann Reinhard III xứ Hanau-Lichtenberg (= 26)   |  |  |  |  |  |  |  |  |  |  |  |                                       |  |  |  |
| |                                                       |  |  |  |  |  |  |  |  |  |  |  |                                       |  |  |  |
| |                                                       |  |  |  |  |  |  |  |  |  |  |  |                                       |  |  |  |
| |                                                       |  |  |  |  |  |  |  |  |  |  |  |                                       |  |  |  |
| | 11. Charlotte xứ Hanau-Lichtenberg (= 13)             |  |  |  |  |  |  |  |  |  |  |  |                                       |  |  |  |
| |                                                       |  |  |  |  |  |  |  |  |  |  |  |                                       |  |  |  |
| |                                                       |  |  |  |  |  |  |  |  |  |  |  |                                       |  |  |  |
| |                                                       |  |  |  |  |  |  |  |  |  |  |  |                                       |  |  |  |
| | 23. Dorothea Friederike xứ Brandenburg-Ansbach (= 27) |  |  |  |  |  |  |  |  |  |  |  |                                       |  |  |  |
| |                                                       |  |  |  |  |  |  |  |  |  |  |  |                                       |  |  |  |
| |                                                       |  |  |  |  |  |  |  |  |  |  |  |                                       |  |  |  |
| |                                                       |  |  |  |  |  |  |  |  |  |  |  |                                       |  |  |  |
| | 1. Luise xứ Baden                                     |  |  |  |  |  |  |  |  |  |  |  |                                       |  |  |  |
| |                                                       |  |  |  |  |  |  |  |  |  |  |  |                                       |  |  |  |
| |                                                       |  |  |  |  |  |  |  |  |  |  |  |                                       |  |  |  |
| |                                                       |  |  |  |  |  |  |  |  |  |  |  |                                       |  |  |  |
| | 24. Ernst Ludwig I xứ Hessen-Darmstadt (= 20)         |  |  |  |  |  |  |  |  |  |  |  |                                       |  |  |  |
| |                                                       |  |  |  |  |  |  |  |  |  |  |  |                                       |  |  |  |
| |                                                       |  |  |  |  |  |  |  |  |  |  |  |                                       |  |  |  |
| |                                                       |  |  |  |  |  |  |  |  |  |  |  |                                       |  |  |  |
| | 12. Ludwig VIII xứ Hessen-Darmstadt (= 10)            |  |  |  |  |  |  |  |  |  |  |  |                                       |  |  |  |
| |                                                       |  |  |  |  |  |  |  |  |  |  |  |                                       |  |  |  |
| |                                                       |  |  |  |  |  |  |  |  |  |  |  |                                       |  |  |  |
| |                                                       |  |  |  |  |  |  |  |  |  |  |  |                                       |  |  |  |
| | 25. Dorothea Charlotte xứ Brandenburg-Ansbach (= 21)  |  |  |  |  |  |  |  |  |  |  |  |                                       |  |  |  |
| |                                                       |  |  |  |  |  |  |  |  |  |  |  |                                       |  |  |  |
| |                                                       |  |  |  |  |  |  |  |  |  |  |  |                                       |  |  |  |
| |                                                       |  |  |  |  |  |  |  |  |  |  |  |                                       |  |  |  |
| | 6. Ludwig IX xứ Hessen-Darmstadt                      |  |  |  |  |  |  |  |  |  |  |  |                                       |  |  |  |
| |                                                       |  |  |  |  |  |  |  |  |  |  |  |                                       |  |  |  |
| |                                                       |  |  |  |  |  |  |  |  |  |  |  |                                       |  |  |  |
| |                                                       |  |  |  |  |  |  |  |  |  |  |  |                                       |  |  |  |
| | 26. Johann Reinhard III xứ Hanau-Lichtenberg (= 22)   |  |  |  |  |  |  |  |  |  |  |  |                                       |  |  |  |
| |                                                       |  |  |  |  |  |  |  |  |  |  |  |                                       |  |  |  |
| |                                                       |  |  |  |  |  |  |  |  |  |  |  |                                       |  |  |  |
| |                                                       |  |  |  |  |  |  |  |  |  |  |  |                                       |  |  |  |
| | 13. Charlotte xứ Hanau-Lichtenberg (= 11)             |  |  |  |  |  |  |  |  |  |  |  |                                       |  |  |  |
| |                                                       |  |  |  |  |  |  |  |  |  |  |  |                                       |  |  |  |
| |                                                       |  |  |  |  |  |  |  |  |  |  |  |                                       |  |  |  |
| |                                                       |  |  |  |  |  |  |  |  |  |  |  |                                       |  |  |  |
| | 27. Dorothea Friederike xứ Brandenburg-Ansbach (= 23) |  |  |  |  |  |  |  |  |  |  |  |                                       |  |  |  |
| |                                                       |  |  |  |  |  |  |  |  |  |  |  |                                       |  |  |  |
| |                                                       |  |  |  |  |  |  |  |  |  |  |  |                                       |  |  |  |
| |                                                       |  |  |  |  |  |  |  |  |  |  |  |                                       |  |  |  |
| | 3. Amalie xứ Hessen-Darmstadt                         |  |  |  |  |  |  |  |  |  |  |  |                                       |  |  |  |
| |                                                       |  |  |  |  |  |  |  |  |  |  |  |                                       |  |  |  |
| |                                                       |  |  |  |  |  |  |  |  |  |  |  |                                       |  |  |  |
| |                                                       |  |  |  |  |  |  |  |  |  |  |  |                                       |  |  |  |
| | 28. Christian II xứ Pfalz-Zweibrücken                 |  |  |  |  |  |  |  |  |  |  |  |                                       |  |  |  |
| |                                                       |  |  |  |  |  |  |  |  |  |  |  |                                       |  |  |  |
| |                                                       |  |  |  |  |  |  |  |  |  |  |  |                                       |  |  |  |
| |                                                       |  |  |  |  |  |  |  |  |  |  |  |                                       |  |  |  |
| | 14. Christian III xứ Pfalz-Zweibrücken                |  |  |  |  |  |  |  |  |  |  |  |                                       |  |  |  |
| |                                                       |  |  |  |  |  |  |  |  |  |  |  |                                       |  |  |  |
| |                                                       |  |  |  |  |  |  |  |  |  |  |  |                                       |  |  |  |
| |                                                       |  |  |  |  |  |  |  |  |  |  |  |                                       |  |  |  |
| | 29. Katharina Agathe xứ Rappoltstein                  |  |  |  |  |  |  |  |  |  |  |  |                                       |  |  |  |
| |                                                       |  |  |  |  |  |  |  |  |  |  |  |                                       |  |  |  |
| |                                                       |  |  |  |  |  |  |  |  |  |  |  |                                       |  |  |  |
| |                                                       |  |  |  |  |  |  |  |  |  |  |  |                                       |  |  |  |
| | 7. Karoline xứ Pfalz-Zweibrücken                      |  |  |  |  |  |  |  |  |  |  |  |                                       |  |  |  |
| |                                                       |  |  |  |  |  |  |  |  |  |  |  |                                       |  |  |  |
| |                                                       |  |  |  |  |  |  |  |  |  |  |  |                                       |  |  |  |
| |                                                       |  |  |  |  |  |  |  |  |  |  |  |                                       |  |  |  |
| | 30. Ludwig Kraft I xứ Nassau-Saarbrücken              |  |  |  |  |  |  |  |  |  |  |  |                                       |  |  |  |
| |                                                       |  |  |  |  |  |  |  |  |  |  |  |                                       |  |  |  |
| |                                                       |  |  |  |  |  |  |  |  |  |  |  |                                       |  |  |  |
| |                                                       |  |  |  |  |  |  |  |  |  |  |  |                                       |  |  |  |
| | 15. Karoline xứ Nassau-Saarbrücken                    |  |  |  |  |  |  |  |  |  |  |  |                                       |  |  |  |
| |                                                       |  |  |  |  |  |  |  |  |  |  |  |                                       |  |  |  |
| |                                                       |  |  |  |  |  |  |  |  |  |  |  |                                       |  |  |  |
| |                                                       |  |  |  |  |  |  |  |  |  |  |  |                                       |  |  |  |
| | 31. Philippine Henriette xứ Hohenlohe-Langenburg      |  |  |  |  |  |  |  |  |  |  |  |                                       |  |  |  |
| |                                                       |  |  |  |  |  |  |  |  |  |  |  |                                       |  |  |  |
| |                                                       |  |  |  |  |  |  |  |  |  |  |  |                                       |  |  |  |